# Bad Homburg Open
Bad Homburg Open je profesionální tenisový turnaj žen hraný v německém lázeňském městě Bad Homburg, ležícím ve spolkové zemi Hesensko. Na okruhu WTA Tour se od roku 2024 řadí do kategorie WTA 500. V letech 2021–2023 se konal v rámci kategorie WTA 250. Probíhá na travnatých dvorcích badhomburského klubu jako příprava na londýnský grandslam Wimbledon.

## Historie
Bad Homburg Open byl založen v roce 2020 jako součást okruhu WTA Tour v kategorii  International, ale danou sezónu byl zrušen pro pandemii covidu-19. V letech 2021 až 2023 patřil do kategorie WTA 500, od roku 2024 byl přeřazen do vyšší WTA 500. Probíhá během června v Tenisovém klubu v Bad Homburgu (Tennis-Club Bad Homburg), jenž se nachází v městských lázeňských zahradách. Hraje se na travnatém povrchu, na jehož přípravě se podíleli experti z Wimbledonu. Centrální dvorec má kapacitu 3 500 diváků a oba další soutěžní kurty pojmou 250 návštěvníků. V klubu založeném roku 1876 byl postaven první tenisový dvorec v kontinentální Evropě. Obsahuje také antukové kurty.
Turnaj v Německu doplnil další travnaté události, berlínský German Open, Halle Open a Stuttgart Open. Generálním partnerem se stala hamburská investiční společnost Engel & Völkers, podnikající s nemovitostmi. Na premiérovém ročníku 2021 startovaly wimbledonské šampionky Petra Kvitová a Angelique Kerberová, které se střetly v semifinále a Kerberová následně získala trofej.  Do soutěže dvouhry nastupuje třicet dva hráček a čtyřhry se účastní šestnáct párů.
V roce 2025 se ředitelkou turnaje stala Angelique Kerberová.

## Přehled finále

### Dvouhra
| Rok  | vítězka                         | finalistka                      | výsledek                        |
| ---- | ------------------------------- | ------------------------------- | ------------------------------- |
| 2020 | zrušeno pro pandemii koronaviru | zrušeno pro pandemii koronaviru | zrušeno pro pandemii koronaviru |
| 2021 | Angelique Kerberová             | Kateřina Siniaková              | 6–3, 6–2                        |
| 2022 | Caroline Garciaová              | Bianca Andreescuová             | 6–7(5–7), 6–4, 6–4              |
| 2023 | Kateřina Siniaková              | Lucia Bronzettiová              | 6–2, 7–6(7–5)                   |
| 2024 | Diana Šnajderová                | Donna Vekićová                  | 6–3, 2–6, 6–3                   |
| 2025 | Jessica Pegulaová               | Iga Świąteková                  | 6–4, 7–5                        |

### Čtyřhra
| Rok  | vítězky                                    | finalistky                              | výsledek                        |
| ---- | ------------------------------------------ | --------------------------------------- | ------------------------------- |
| 2020 | zrušeno pro pandemii koronaviru            | zrušeno pro pandemii koronaviru         | zrušeno pro pandemii koronaviru |
| 2021 | Darija Juraková Andreja Klepačová          | Nadija Kičenoková Ioana Raluca Olaruová | 6–3, 6–1                        |
| 2022 | Eri Hozumiová Makoto Ninomijová            | Alicja Rosolská Erin Routliffeová       | 6–4, 6–7(5–7), [10–5]           |
| 2023 | Ingrid Martinsová Lidzija Marozavová       | Eri Hozumiová Monica Niculescuová       | 6–0, 7–6(7–3)                   |
| 2024 | Nicole Melichar-Martinezová Ellen Perezová | Čan Chao-čching Veronika Kuděrmetovová  | 4–6, 6–3, [10–8]                |
| 2025 | Kuo Chan-jü Alexandra Panovová             | Ljudmyla Kičenoková Ellen Perezová      | 4–6, 7–6(7–4), [10–5]           |

## Galerie

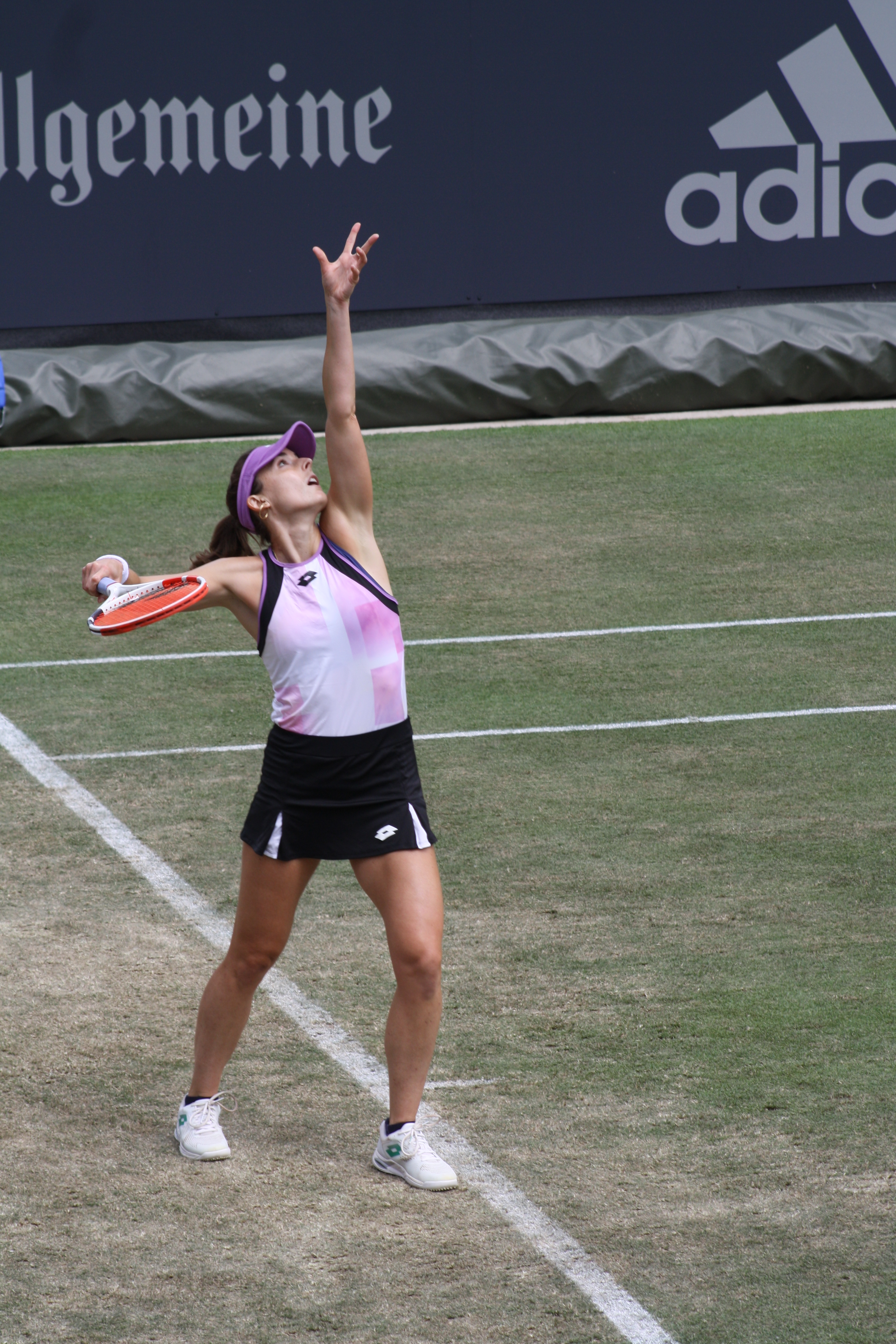
Alizé Cornetová
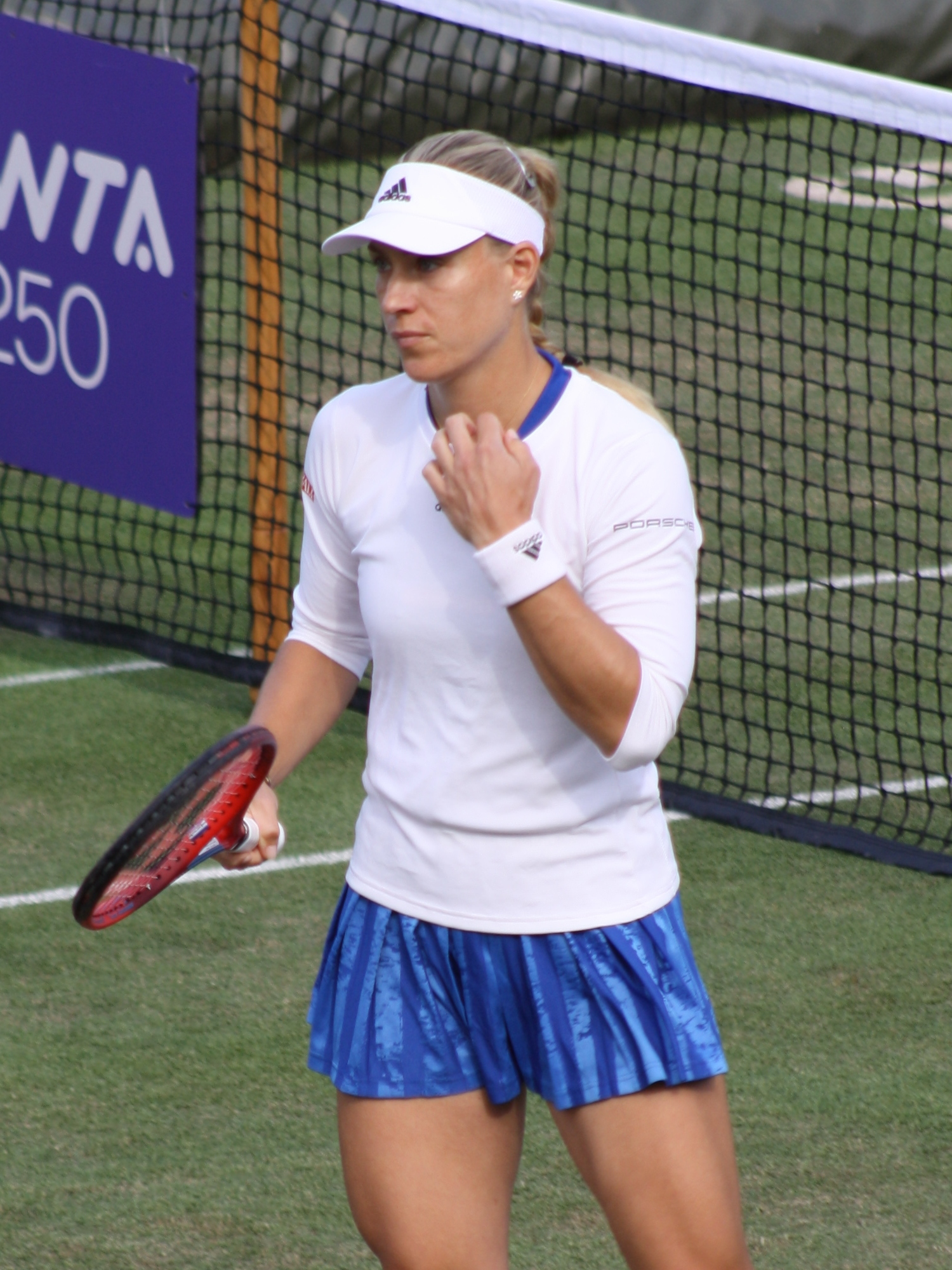
Angelique Kerberová
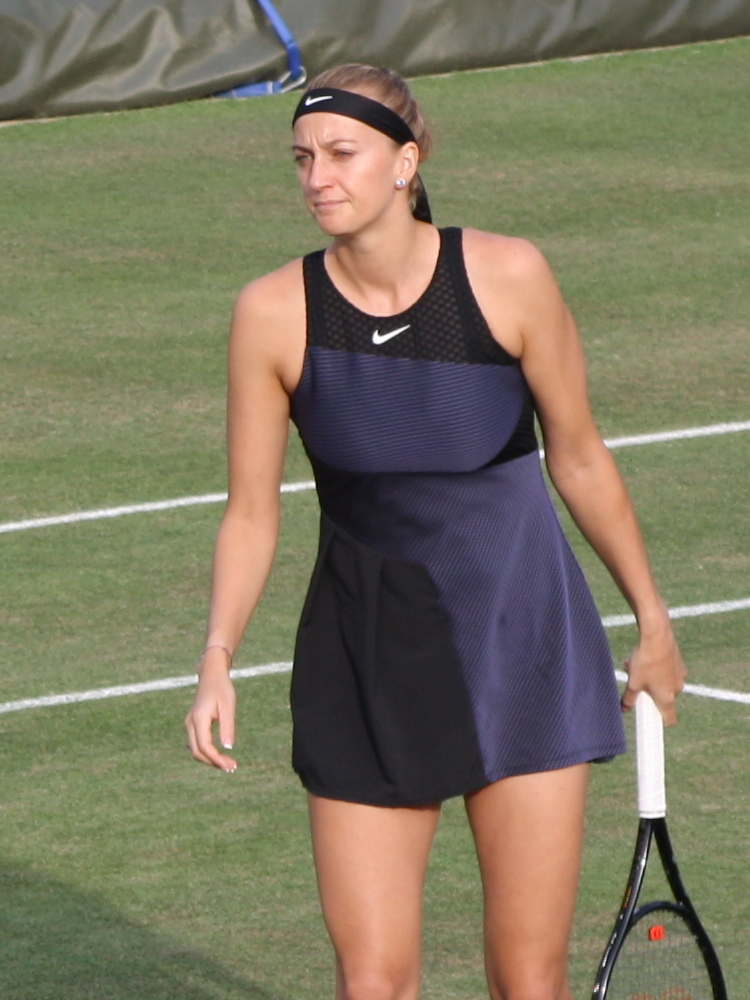
Petra Kvitová
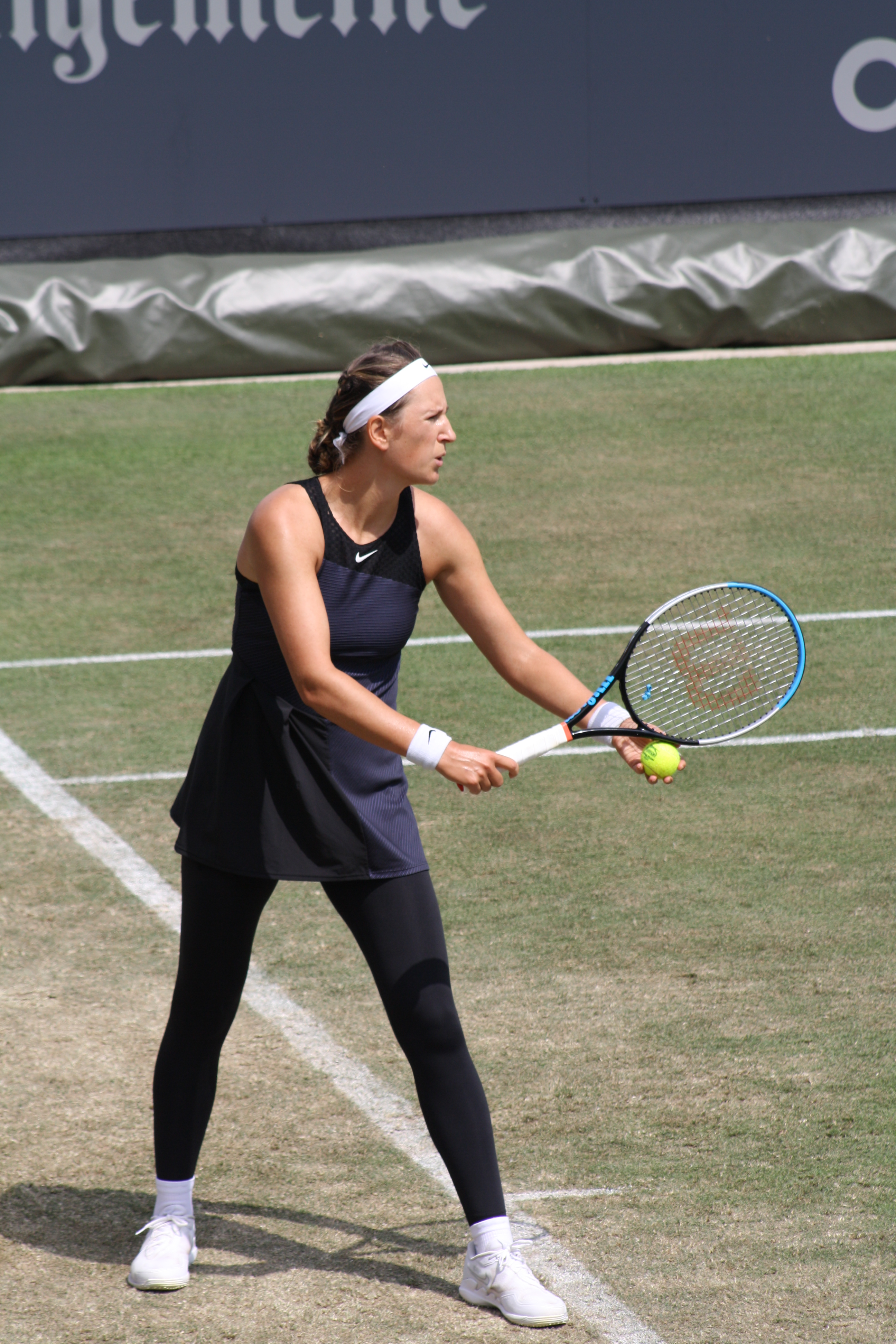
Viktoria Azarenková